# Genoveva Añonma
Genoveva Añonma Nze (oft Ayonman genannt; * 19. April 1989 in Kuso, Litoral) ist eine äquatorialguineische Fußballspielerin.
In der deutschen Frauen-Bundesliga erzielte Añonma insgesamt 100 Tore für Jena, Duisburg und Potsdam. 2011/12 gewann sie die Torjägerkanone.

## Karriere

### Im Verein

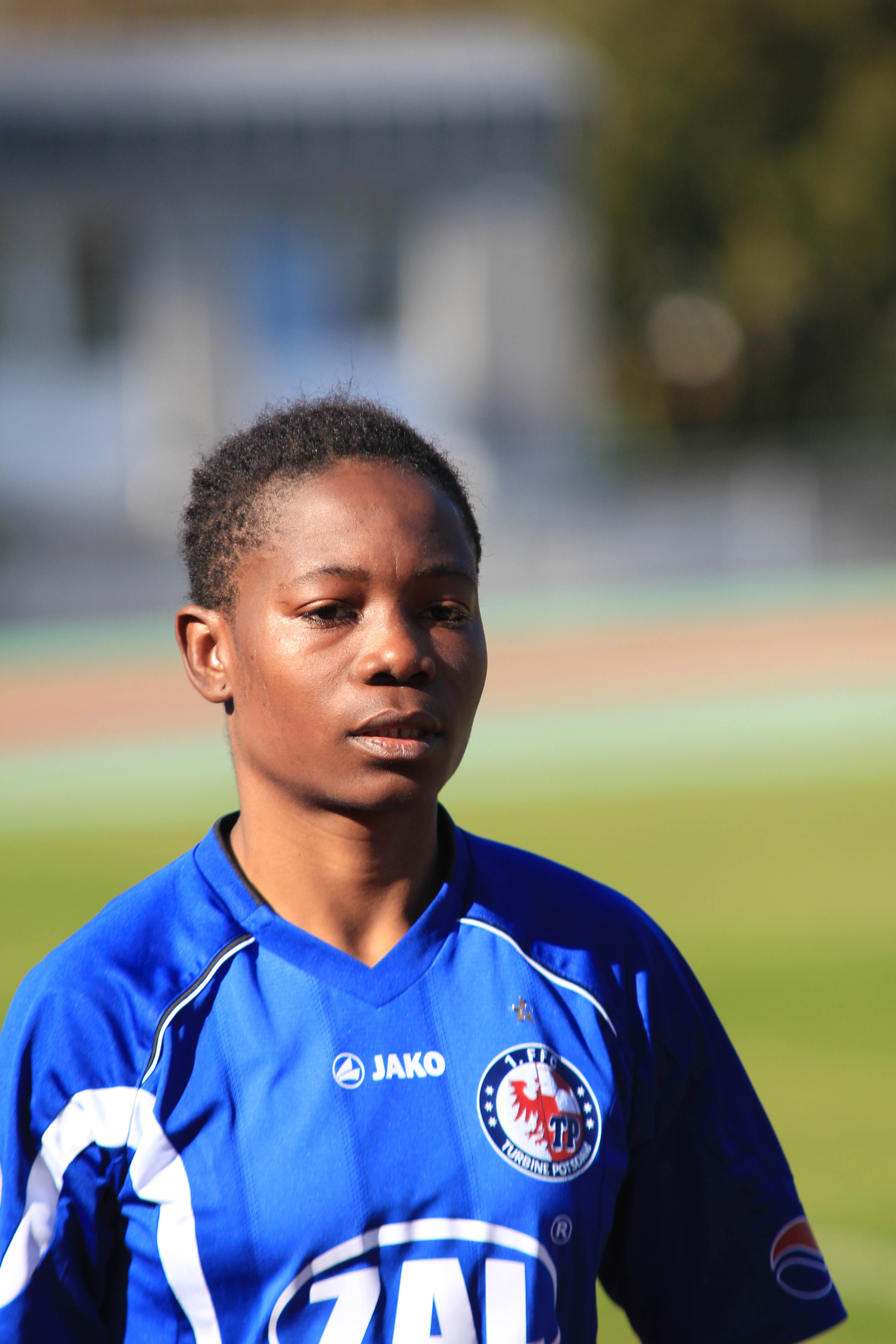
Añonma im Trikot von Turbine Potsdam (2012)

Genoveva Añonma begann mit dem Fußballspielen in ihrer Heimat Äquatorialguinea in der Hauptstadt bei ihrem Heimatverein SA Malabo. Sie wechselte im Januar 2009 nach Jena und unterzeichnete einen Vertrag beim FF USV Jena. Zunächst fehlte sie ihrem neuen Verein aufgrund von Visumproblemen und der damit verbundenen fehlenden Spielgenehmigung, daher reiste sie am 14. Februar 2009 vorerst noch einmal nach Malabo. Añonma war darüber hinaus eine von drei nominierten Spielerinnen bei der Wahl zu Afrikas Fußballerin des Jahres 2008. Am 17. Februar 2009 bekam Jena die Spielgenehmigung für sie, so gab sie am 21. Februar 2009 ihr Debüt gegen 1. FFC Frankfurt, sie stand in der Anfangsformation und spielte die 90 Minuten durch. Am 15. März 2009 erzielte Añonma ihr erstes Tor in der Frauen-Bundesliga gegen den VfL Wolfsburg, sie traf in der 68. Minute. Die beste Torschützin der Rückrunde der Jenaer verlängerte daraufhin ihren Vertrag bis zum 30. Juni 2011. Am 6. Juni 2011 wurde bekannt, dass Añonma zum 30. Juni 2011 zum Deutschen Meister 2011 1. FFC Turbine Potsdam wechseln werde. Bei ihrem Debüt für ihren neuen Verein gelangen ihr am 21. August 2011 (1. Spieltag) beim 4:0-Sieg im Heimspiel gegen den Hamburger SV die ersten beiden Tore.
Im Mai 2015 wechselte sie in die USA zum Portland Thorns FC. Zum Jahreswechsel 2015/16 trennten sich Portland und Añonma.
Die Saison 2016 verbrachte sie in der ersten südkoreanischen Liga bei Suwon FMC WFC. Am 12. November 2016 verkündete Atlético Madrid die Verpflichtung Añonmas zur Rückrunde der Primera División Femenina de España. Die Stürmerin kam verletzungsbedingt nur zu drei Einsätzen für Atlético Madrid, ihr Verein gewann jedoch mit drei Punkten Vorsprung auf den FC Barcelona die Meisterschaft der La Liga Femenina. Nach der Meisterschaft mit Atletico Madrid verließ Añonma im Sommer 2017 Spanien wieder. Es folgte ein halbes Jahr in Israel bei Maccabi Kishronot Hadera, wo sie in 6 Spielen ein Tor erzielte. Im Januar 2018 wechselte sie erneut in die Frauen-Bundesliga, diesmal zum MSV Duisburg, wo sie einen Vertrag bis zum Ende der Saison 2017/18 mit Option auf eine Verlängerung erhielt. Sie erzielte in 12 Spielen drei Tore, womit sie 100 Bundesligatore vollmachte und half dem Verein die Abstiegsränge noch zu verlassen. Verlängert wurde der Vertrag jedoch nicht und Anonma kehrte in ihre Heimat zurück und schloss sich dem Leones Vegetarianos FC an. Anfang 2019 wechselte sie von dort weiter zum Ligarivalen Deportivo de Evinayong.

### In der Nationalmannschaft
Añonma steht seit 2002 in der Nationalmannschaft von Äquatorialguinea, gab ihr Debüt im Alter von 13 und spielte 2006 ihre erste Afrika-Meisterschaft 2006 in Nigeria. Sie war A-Nationalspielerin und führte ihr Land als Spielführerin zur Afrika-Meisterschaft 2008. Hier wurde die offensive Mittelfeldspielerin Torschützenkönigin und wurde als Spielerin des Turniers ausgezeichnet. Añonma hat als Kapitänin Äquatorialguinea bei der ersten Teilnahme ihres Landes an einer Fußball-Weltmeisterschaft vertreten und kam in allen drei Vorrundenspielen zum Einsatz. Sie erzielte am 3. Juli 2011 das erste Tor für Äquatorialguinea bei einer Frauen-Fußball-WM. Nach drei Niederlagen schied Äquatorialguinea in der Vorrunde aus. 2016 trat die langjährige Kapitänin von Äquatorialguinea aus dem Nationalteam zurück.

## Hintergrund
Intensiv wird seit einigen Jahren vor allem unter den Mitgliedsverbänden der Confédération Africaine de Football das Geschlecht von Añonma diskutiert. So legten nach der Fußball-Afrikameisterschaft 2010 unter anderem die Verbände von Ghana, Nigeria und Südafrika offiziellen Einspruch gegen Añonma und ihre Nationalmannschaftskolleginnen Bilguissa und Salimata Simporé ein, da es sich bei ihnen eindeutig um Männer handeln soll.
Verwirrung gab es während der WM auch um die Schreibweise ihres Namens, da sie in den FIFA-Statistiken als „Anonman“ geführt wird und auch ihr Trikot so beflockt war. Laut Añonma beruht die Schreibweise der FIFA darauf, dass in ihrer Heimat ihr Name falsch in ihren neuen Pass eingetragen wurde.

## Erfolge und Auszeichnungen
Mit den Vereinen
- Deutsche Meisterschaft: 2011/12
- Spanische Meisterschaft: 2016/17[33]
- Isla de Bioko Champion (Äquatorialguinea): 2004
- Copa de la Primera Dama de la Nación (Äquatorialguinea): 2005

Mit der Nationalmannschaft
- Afrika-Cup: 2008, 2012

Individuelle Auszeichnungen
- Torschützenkönigin der Bundesliga: 2011/12
- Torschützenkönigin des DFB-Pokals: 2009/10, 2010/11
- Torschützenkönigin des Afrika-Cups: 2008, 2012
- Beste Spielerin des Afrika-Cups: 2008
- All-Star-Team der Weltmeisterschaft: 2011
- Afrikas Fußballerin des Jahres: 2012[34]
- Jenaer Sportlerin des Jahres: 2011[35]